# Franz Ewerbeck

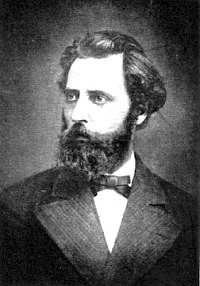
Franz Ewerbeck

Franz Klemens Ewerbeck (* 15. April 1839 in Brake; † 16. Juni 1889 in Aachen) war ein deutscher Architekt und Hochschullehrer an der Rheinisch-Westfälischen Polytechnischen Schule zu Aachen.

## Leben und Wirken
Nach seiner Schulzeit studierte Ewerbeck von 1857 bis 1861 Architektur zunächst bei Conrad Wilhelm Hase am Polytechnikum Hannover und anschließend noch an der Berliner Bauakademie. Nach dieser Zeit war Ewerbeck einige Jahre mit verschiedenen deutschen und niederländischen Bahnbauten betraut, davon von 1867 bis 1870 für die Eisenbahndirektion Hannover und Osnabrück der Preußischen Staatseisenbahnen. Während dieser Zeit promovierte und habilitierte er sich und folgte 1870 einem Ruf an die RWTH Aachen, wo er in der Fakultät für Architektur als Ordinarius für Formenlehre der Baukunst, Ornamentik und Kleinarchitektur übernommen wurde.
Hier entwarf er zunächst im Sinne Hases Bauten im Stil der Gotik, baute aber später mit Vorliebe im Stil der deutschen Renaissance. Zur Erweiterung seines Wissens unternahm er mehrere Studienreisen unter anderem nach Italien, Südfrankreich, Belgien und in die Niederlande. Zusammen mit seinem Aachener Kollegen Karl Henrici propagierte er die „malerische“ Architektur und die Verbreiterung der „Backsteinarchitektur“. In diesem Stil entwarf er beispielsweise zusammen mit Otto Intze den 1879 fertiggestellten Neubau des chemischen Instituts der RWTH Aachen. Ferner war Ewerbeck in dieser Zeit mit eigenen Entwürfen an den neugotischen Ausbau des Westturms und der Westfront des Aachener Doms in Anlehnung an den bestehenden alten gotischen Baustil beteiligt. Außerdem entwarf er Pläne für den Bahnhof Aachen Nord der Aachen-Jülicher Eisenbahn, das Kriegerdenkmal auf dem katholischen Kirchhof und für die Instandsetzung des Aachener Rathauses nach einem Stadtbrand im Jahre 1883. Darüber hinaus reichte er Wettbewerbsentwürfe für das Neue Rathaus Wiesbaden, für die evangelisch-lutherische Kirche St. Wilhadi in Stade sowie für die Wiederherstellung des Alten Rathauses in Dortmund ein. Außerdem war er mit mehreren Entwürfen für zahlreiche Privatbauten in Aachen, Bad Bentheim und Lemgo beteiligt. Prämiert wurden unter anderem seine Entwürfe für die Aachener Stadterweiterung, für das Wiesbadener Rathaus und für ein Atrium vor dem Aachener Dom.
Ab etwa 1870 erhielt der mittlerweile zum Kammerbaurat beförderte Ewerbeck Aufträge der Klavierbauwerkstatt Ibach in Schwelm, für die er mehrere Konzertpianos konzipierte. Dabei wurden im Jahr 1880 auf der Gewerbe-Ausstellung in Düsseldorf zwei Konzertpianinos von Ewerbeck im Stil der italienischen Renaissance, eines mit Schnitzwerk, das andere mit Intarsien, ausgestellt und ebenfalls prämiert. Im Jahr 1889 verstarb Ewerbeck im Alter von erst 50 Jahren.
Neben seiner Tätigkeit auf wissenschaftlichem und künstlerischem Gebiet war Ewerbeck Autor zahlreicher Publikationen, die teilweise erst posthum erschienen.

## Schriften (Auswahl)
- Architektonische Entwürfe und Bauausführungen. Ch. Claesen, Berlin 1880.
- Die Renaissance in Belgien und Holland. (2 Bände, aufgenommen und herausgegeben von Franz Ewerbeck unter Mitwirkung von Albert Neumeister, Henri Leeuw, Emil Mouris) Seemann, Leipzig 1891.
- Handbuch der Architektur, Teil 3: Hochbau-Constructionen, Band 2: Raumbegrenzende Constructionen, Heft 2: Einfriedungen, Brüstungen und Geländer. Bergsträsser, Darmstadt 1891.